# اللص (فلم)
اللص هو فيلم دراما وجريمة مصري، إنتاج عام 1990م، للمحرج سعد عرفة، ومن بطولة نجلاء فتحي، فاروق الفيشاوي، وحيد سيف، أمينة رزق، حمدي يوسف.

## القصة
يتعرف «عمر» ب«سرسق» وهو لص يسرق محتويات السيارات ويوافق على مشاركته. تتعلق «عزيزة» زوجة سرسق بعمر فهى تعاني من معاملة زوجها القاسية ويبادلها «عمر» مشاعرها. يعثر «عمر» على مليون جنيه في حقيبة يسرقها من سيارة أحد المسؤولين، يمنح منها مبلغًا ل«سرسق»، ويعرض «عمر» عليه مبلغًا آخر مقابل أن يطلق «عزيزة» ويتنازل عن الأولاد.